# Christian Rutten
Pour les articles homonymes, voir Rutten.
Christian Rutten, né le 16 février 1931 et mort le 21 juin 2005 à Liège, est un philosophe belge, professeur de philosophie ancienne et de philosophie du droit à l'université de Liège.

## Biographie
Christian Rutten apporte une contribution significative aux études aristotéliciennes, notamment par l'usage d'outils informatiques et statistiques et spécialement des méthodes stylométriques. Il est l'auteur d’un index de la Métaphysique d'Aristote. Fondateur du Centre d'études aristotéliciennes de l'université de Liège, il dirige pendant plusieurs années, avec Jean Pépin, l'édition des œuvres d'Aristote dans la Pléiade, qui ne parurent cependant pas de son vivant. C’est en 2014, que la pléiade publie les œuvres d’Aristote 
Après des humanités gréco-latines au Collège Saint-Servais à Liège de 1943 à 1949, Christian Rutten suit une double formation de droit et de philosophie à l'université de Liège, au terme de laquelle il obtient, en 1954, les grades de licencié en philosophie et de docteur en droit. En 1955, il est Lauréat du Concours universitaire. De 1954 à 1956 il est avocat stagiaire au Barreau de Liège.
Devenu aspirant du FNRS en 1956, il est fait docteur en philosophie en 1958, grâce à une thèse sur Plotin (Les catégories du monde sensible dans les Ennéades de Plotin, 1961). Il est ensuite nommé assistant au service de Marcel De Corte, puis chef de travaux en 1962. Il est promu agrégé de l'enseignement supérieur en 1972, grâce à une thèse consacrée à Auguste Comte (Essai sur la morale d'Auguste Comte, 1972). Il est nommé professeur ordinaire la même année et devient président de la Section de philosophie de 1985 à 1989. Il fonde ensuite le Centre d'études aristotéliciennes de l'université de Liège dont il est le Président-Fondateur de 1991 à 1996. Il accède à l'éméritat en 1996.
Au moment de sa retraite, Christian Rutten était titulaire des cours suivants: "Introduction à la philosophie", "Introduction historique à la philosophie", "Textes philosophiques de l'Antiquité", "Analyse critique d'un traité de philosophie", "Histoire de la philosophie du Moyen Age et des temps modernes", "les grands courants de la philosophie", "Informatique appliquée à l'analyse de textes philosophiques", "Philosophie du droit", "Théorie du droit naturel".
Durant sa carrière académique, le professeur Rutten donne des conférences aux Universités de Liège, de Louvain la Neuve, de Bruxelles, de Leuven, de Paris IV - Sorbonne, de Nimègue, de Fribourg et de Paris I - Panthéon Sorbonne.
Il est inhumé à Jupille-sur-Meuse.

## Œuvres
- Les catégories du monde sensible dans les Ennéades de Plotin, Les Belles Lettres, 1961 (Bibliothèque de la Faculté de Philosophie et Lettres de Liège; CLX).
- Essai sur la morale d'Auguste Comte, Paris, Les Belles Lettres, 1972.
- avec L. Delatte, S. Govaerts et J. Denooz, Aristoteles, Metaphysica. Index verborum, listes de fréquence, Hilsdesheim, Olms, 1984.
- Aristote, Categoriae: index verborum, listes de fréquence, par Bernard Colin, Christian Rutten, 1993
- Aristote Œuvres : Éthiques, Politique, Rhétorique, Poétique, Métaphysique Traduit du grec ancien par R. Bodéüs, A. Francotte, P. Gauthier, M.-P. Loicq-Berger, A. Motte, V. Pirenne-Delforge, L. Rodrigue, C. Rutten, P. Somville et A. Stevens, sous la direction de Richard Bodéüs, Paris, Gallimard (coll. « Bibliothèque de la Pléiade »), 2014, 1664 p.